# Soldat politique
Soldat politique est un concept politique associé à la Troisième position. 
Il a joué un rôle de premier plan au sein du Front national britannique à partir de la fin des années 1970, sous les ordres des jeunes radicaux tels Nick Griffin, Patrick Harrington et Derek Holland du Front national britannique officiel. Le terme était utilisé pour indiquer une dévotion presque fanatique à la cause du nationalisme, que ses partisans jugeaient nécessaire pour provoquer un changement révolutionnaire dans la société.

## Histoire
Une faction du Front national a appelé à l'édification d'un nouvel esprit au sein de la société et à l'émergence d'un nouvel homme, connu sous le nom de soldat politique, qui rejetterait le matérialisme et se consacrerait à la lutte nationaliste contre le zèle religieux. Basant leurs idées sur celles de Julius Evola, un philosophe italien qui cherchait à former une nouvelle élite pour lutter contre la décadence de la société bourgeoise moderne, les soldats politiques ont rejeté le nationalisme britannique traditionnel en faveur d'une perspective européenne et d'une « égalité raciste » des différentes races.
L'idée du soldat politique, quelqu'un qui consacre tout son temps et toute son énergie à la lutte nationaliste, existait depuis longtemps à l'extrême droite en Europe. Jean-François Thiriart a été parmi ceux qui ont défendu ce besoin de dévotion totale de la part des activistes et il a mis en place des camps pour former des soldats politiques dans les années 1960.
Un numéro de National Front, News a publié une page de couverture décrivant la «nouvelle alliance» du NF avec Mouammar Kadhafi en Libye, l'Ayatollah Khomeini en Iran et Louis Farrakhan, le chef de la Nation of Islam nationaliste noire, avalisant ainsi une forme de racialisme ethnopluraliste. le séparatisme (même si les critiques ont vite souligné l'antisionisme qui unissait les alliés choisis). Un magazine du nom de Rising a été publié sporadiquement au début des années 1980 pour promouvoir cet idéal, en attirant un public européen dans les milieux d'extrême droite[réf. nécessaire].
Holland a publié le Soldat politique - Une déclaration en 1984. La brochure appelait les supporters à se laisser consumer par leur nationalisme et à en faire le moteur de leur vie. Le livre offrait quatre exemples historiques de soldat politique, à savoir les Spartiates grecs, le Centurion romain, les Croisés et la Garde de fer de Corneliu Zelea Codreanu, un mouvement roumain de fascisme et de religion. Le livre a également fait de la croix celtique l’emblème des soldats politiques.
Le concept de soldat politique a provoqué des divisions au sein de l'extrême droite britannique, nombre de ses idées étant des concepts nouveaux et étrangers. Le Front national officiel a finalement été retiré du NF et les appels à un « nouvel homme » ont été repris par l'International Third Position. Au Royaume-Uni, le magazine Final Conflict est toujours consacré à cette idée. Le livre de Holland a été traduit dans un certain nombre de langues européennes (notamment en polonais pour la Renaissance nationale de la Pologne), alors que le terme est toujours utilisé par le Parti national-démocrate d'Allemagne pour décrire ses adeptes[réf. nécessaire].